# Peter van der Vorst
Peter van der Vorst (Breda, 28 oktober 1971) is programmadirecteur van RTL Nederland en een voormalig Nederlandse televisiepresentator, -producent en -programmamaker.

## Levensloop
Van der Vorst heeft een universitaire opleiding politicologie gevolgd aan de Vrije Universiteit Amsterdam. In 1995 verscheen Van der Vorst voor het eerst op de Nederlandse televisie als presentator, hij presenteerde samen met Ursul de Geer het programma Showtime.
Hierna volgde meer programma's zoals The Big Entertainment Club, De 10 en Geen cent te makken samen met Marieke Henselmans. Landelijke bekendheid kreeg Van der Vorst met name als royaltydeskundige, allereerst bij het programma Van Koninklijken Huize, dat mede door Myrna Goossen werd gepresenteerd. Van der Vorst was vervolgens van 2001 tot en met 2019 regelmatig te zien als royaltydeskundige en later ook presentator bij RTL Boulevard. In 2003 werd hij uit de door hem opgerichte Vereniging Verslaggevers Koninklijk Huis gezet. In 2021 maakte hij eenmalig een comeback bij RTL Boulevard ter ere van het 20-jarige jubileum van het programma.
Van der Vorst presenteerde van 2009 tot en met 2019 het naar hem vernoemde programma Van der Vorst ziet sterren waarin hij langs ging bij verschillende bekende Nederlanders en internationale artiesten. Doordat Van der Vorst in het voorjaar van 2019 Erland Galjaard opvolgde als programmadirecteur bij RTL, werd er besloten dat Van der Vorst door zijn nieuwe functie niet meer als presentator te zien zou zijn. Hierdoor stopte hij in 2019 als presentator bij de programma's RTL Boulevard, Married at First Sight en Van der Vorst ziet sterren.
Naast dat Van der Vorst programma's presenteerde was hij tevens als producer aan vele programma's van Eyeworks verbonden. Daarnaast was Van der Vorst eigenaar van zijn eigen televisie-productiebedrijf genaamd Vorst Media, deze verkocht hij in 2016 aan Talpa voor circa 9,4 miljoen euro. Daarna ging het volledig op in Talpa. 
Hij schreef de column "The Young ones" in het Nederlandse tijdschrift Gay Krant.

## Privéleven
Van der Vorst adopteerde in 2008 met zijn vriend een kind van vijf weken oud, een jongetje uit de Verenigde Staten. In augustus 2014 trouwde hij met zijn vriend. In augustus 2018 liet Van der Vorst weten zich uit te schrijven bij de Rooms-Katholieke Kerk vanwege haar 'anti-homohouding'; hij deed dit naar aanleiding van een interview van priester Antoine Bodar in de Volkskrant.

## Televisie
Hieronder een lijst met programma's die Van der Vorst heeft gepresenteerd of waarin hij te zien was:
- Showtime (1995-1996) (met Ursul de Geer)
- RTL Actueel (1997-1998)
- The Big Entertainment Club (1999)
- Van koninklijke huize (2000-2001) (met Myrna Goossen)
- RTL Boulevard (2001-2019, 2021)
- De 10 (2003-2006)
- Geen cent te makken (2004-2006) (met Marieke Henselmans)
- Verhuisbericht (2004-2006)
- Pulse (2005)
- Bouwval gezocht (2006-2008, 2011)
- Van der Vorst ziet sterren (2009-2019)
- Ik kom bij je eten (2009)
- Typisch RTL (2009)
- Kat in de zak (2010)
- De TV Kantine (2010) (gastrol)
- Koffietijd (2010, 2011)
- Wie kiest Tatjana? (2011) (met Tatjana Šimić)
- Gepest! (2011-2012)
- Mijn leven in puin (2012-2014)
- Mijn huis vol dieren (2012)
- GTST live! (2012-2013)
- Ik kan het niet alleen (2013)
- Verslaafd! (2013-2018)
- SlimmerIQen (2014)
- Rondkomen in de Schilderswijk (2014-2015) (voice-over)
- RTL Late Night (2014, 2016) (inval)
- Ik zorg voor jou (2016)
- Zolang ik leef (2016)
- Back to the Zeros (2016)
- Married at First Sight (2016-2019)
- RTL Late Night (zomer 2016)
- Onschuldig?! (2017)